# Chathampipare
Chathampipare (Thinornis novaeseelandiae) är en starkt hotad vadarfågel i familjen pipare. Den förekommer idag naturligt enbart i de nyzeeländska Chathamöarna.

## Utseende och läte
Chathampiparen är en rätt satt 20 centimeter lång vadare. Den vuxna fågeln är karakteristiskt mörktecknad, på pannan, ansiktets sidor, strupe och halsband, hanen svart och honan brun. Ovanför pannan syns en vit ring som fortsätter runt huvudet. Hjässa, huvudets baksida och ovansidan är gråbrun medan undersidan är vit. Den orangeröda näbben är svartspetsad och benen är orange. Ungfågeln är vit på huvud och hals med brungrått på hjässa och runt ögat och brun näbb med orange näbbrot. Lätet är ett "kleet", när de hotas snabbt som strandskator.

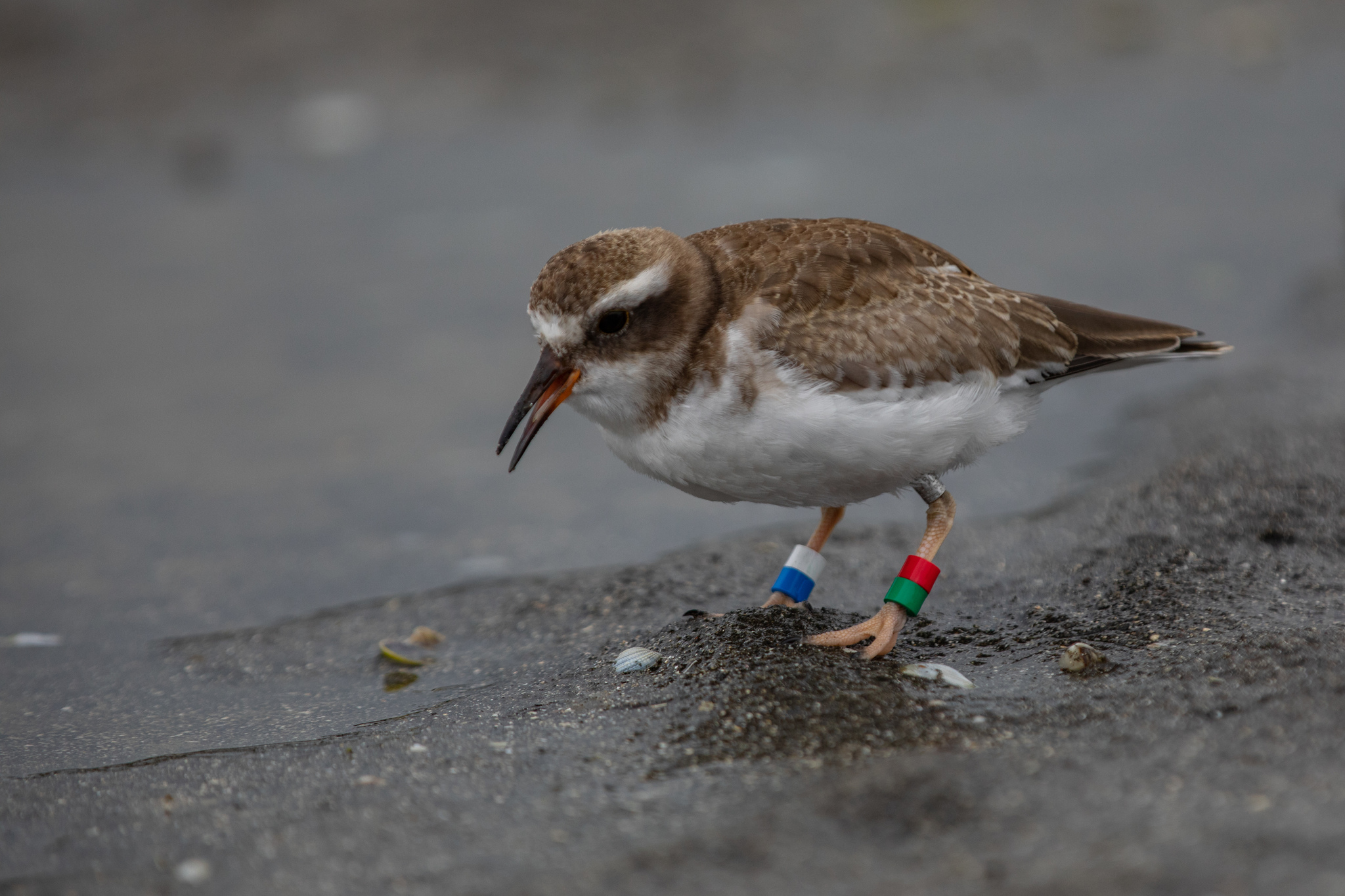
Ungfågel.

## Utbredning
Fågeln förekommer idag naturligt endast på ön Rangatira som ligger i ögruppen Chathamöarna utanför HN Librae . En popualtion på ön Western Reef hittades 1999 men denna har sedermera försvunnit sedan den sista individen togs omhand 2003. Historiskt var arten vida spridd utmed kusten på åtminstone Sydön, men dog ut där under 1870-talet.
Populationer har även med människans hjälp införts på andra små öar som är fria från invasiva predatorer: Mangere i Chathamöarna samt Waikawa och Motutapu utanför Nordöns kust. Den har även införts till Motuora i Haurakigolfen utanför Nordön, ön Release Site 4 utanför Sydön samt till Mana nära Wellington, men dessa populationer har inte överlevt.

## Taxonomi och systematik
Arten beskrevs 1789 av Johann Friedrich Gmelin under protonymet Charadrius novae-Seelandiae. Sedermera fördes den till släktet Thinornis tillsammans med svarthuvad strandpipare. 

## Levnadssätt
På Rangatira häckar den vid abrasionsflak och på saltängar, men fåglar som införts på öar utanför Nya Zeelands huvudöar har begagnat en rad olika naturtyper, som både sand-, klipp- och klapperstensstränder samt flodmynningar. Den lever av små kräftdjur, mollusker och andra ryggradslösa djur. Fågeln lägger två till tre ägg i ett bo som placeras under tät vegetation eller ett klippblock, oftast nära strandlinjen. På Rangatira inleds häckningen först när fåglarna är två eller tre år gamla. Den äldsta individ som påträffats var en hane som var 21 år gammal.

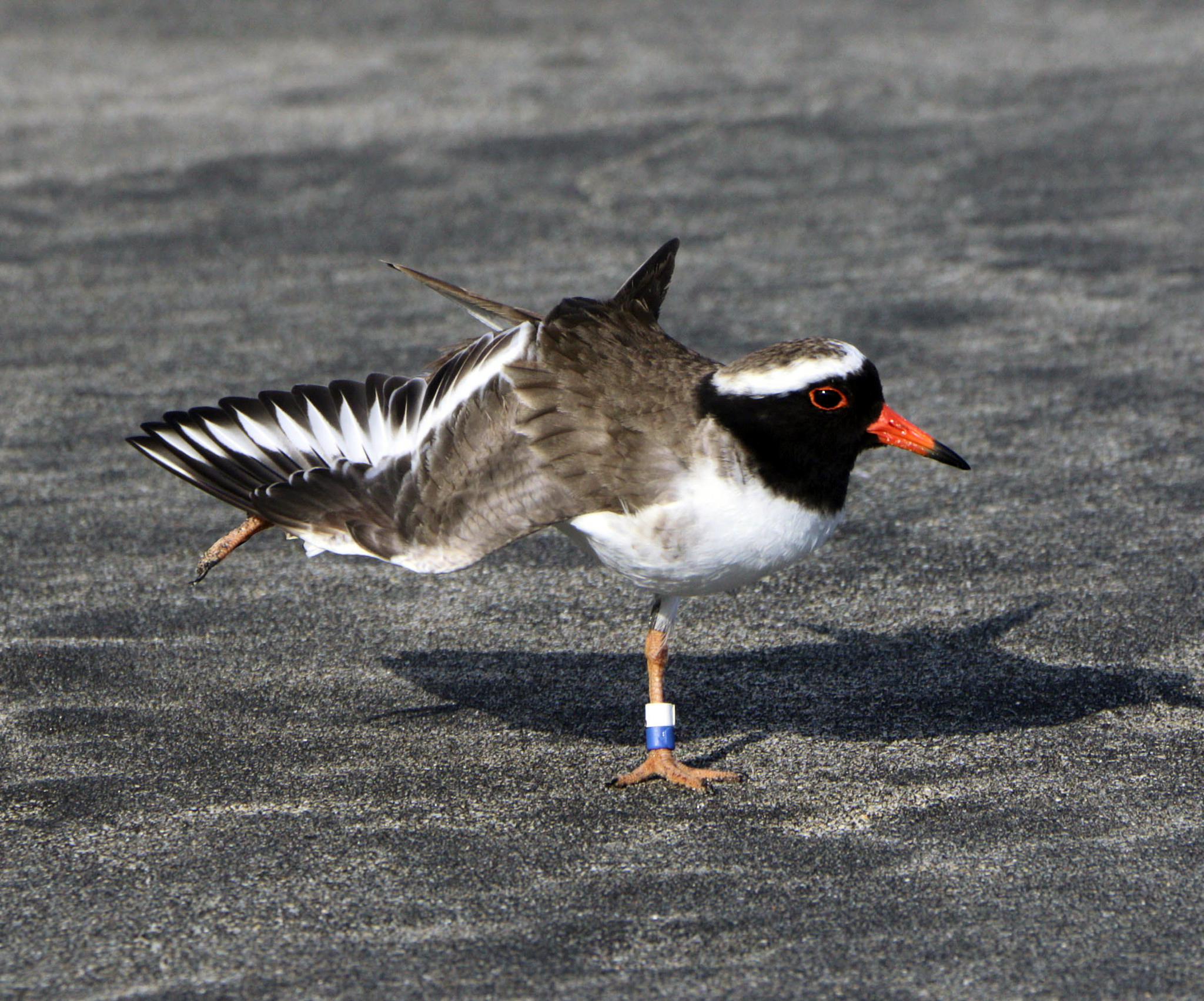

## Status
Chathampiparen har en mycket liten världspopulation bestående av cirka 170 vuxna individer, men verkar öka i antal. Internationella naturvårdsunionen IUCN kategoriserar arten som starkt hotad. Ungefär 55 % av beståndet häckar på South East Island och 36 % på Waikawa.

## Namn
Det vetenskapliga artnamnet novaeseelandiae syftar på Nya Zeeland.